# José Gregorio Monagas Burgos
José Gregorio Monagas Burgos (Aragua de Barcelona, Estat Anzoátegui, 4 de maig de 1795 - †Maracaibo, Estat Zulia, 15 de juliol de 1858) va ser un militar i polític veneçolà General de la Independència, president de la República (1851-1855). Va ser el quart el quart fill de Francisco José Monagas i Perfecta Burgos Villasana. El seu pare era un ramader de la regió barcelonina. Amb els seus altres germans, entre ells José Tadeo, el major (qui li portava 10 anys), va ajudar el seu pare en el maneig de les propietats ramaderes que posseïa o administrava. Quan es va iniciar en 1810 la Guerra d'Independència, es va allistar com a soldat en les forces armades republicanes, seguint els passos del seu germà major. En reiniciar el general Santiago Mariño la lluita en l'orient del país al començament de 1813, José Gregorio Monagas es va unir al seu exèrcit sota les ordres de Manuel Piar, participant en el lloc de Maturín (març de 1813) i en les batalles efectuades en aquesta població contra les forces realistes de Lorenzo Fernández de la Falç (11.4.1813) i Domingo Monteverde (25.5.1813), els quals van ser derrotats. L'11 de setembre d'aquest mateix any, va barallar a les ordres del seu germà José Tadeo en el combat de Cachipo (regió de Barcelona), on van aconseguir rebutjar i fer retrocedir al cabdill realista José Tomás Boves. Després d'això, va actuar en la campanya del Centre, empresa pel general Mariño en auxili de Simón Bolívar.
José Gregorio es va destacar en les batalles de Bocachica (31.3.1814), El Arao (16.4.1814) i en la primera de Carabobo (28.5.1814), totes elles victòries, a les ordres del general Mariño i després a les del Libertador; ja per a aquest temps havia ascendit a capità. En aquest mateix any va participar en la derrota soferta per les forces patriotes en La Porta (15.6.1814) i sense deixar de combatre, va estar involucrat en la retirada a orient on es va trobar present en les accions de Aragua de Barcelona (17.8.1814), Els Magüeyez (9.11.1814) i Urica (5.12.1814) totes elles desfavorables als republicans en l'última de les quals va morir Boves. A més de lluitar al costat de Santiago Mariño, José Gregorio va combatre a les ordres del general José Félix Ribas, en l'últim intent per defensar Maturín, però en resultar derrotats allí per Francisco Tomás Morales l'11 de desembre de 1814, va perir definitivament la Segona República. No obstant això, al cap de poc els germans Monagas van reprendre la lluita, combatent José Gregorio a les ordres de José Tadeo en Sant Diego de Cabrutica (15.3.1815), en Penyes Negres (24 de març) i en El Palmar (4 d'abril), accions que van resultar reeixides. És a partir d'aquest moment, quan ambdós germans comencen a perfilar-se com els cabdills principals de la regió barcelonina.